# Schillig (Schiff, 1976)
Die Schillig ist ein ehemaliges Seezeichenschiff der Bundesrepublik Deutschland und war von 1976 bis 2013 beim damaligen Wasser- und Schifffahrtsamt Wilhelmshaven im Dienst.

## Geschichte
Das Schiff wurde 1975/1976 unter der Baunummer 131 auf der Schiffswerft Julius Diedrich im ostfriesischen Oldersum gebaut. Die Kiellegung fand am 21. August 1975, der Stapellauf im Januar 1976 statt. Die Fertigstellung des am 5. Mai 1976 getauften Schiffes erfolgte ebenfalls im Mai. 
Hauptaufgabe war das Auslegen und die Kontrolle schwimmender Seezeichen in den Nebenfahrwassern der Jade sowie um die Inseln Wangerooge und Minsener Oog. Benannt war das Schiff nach dem Ort im Nordosten der ostfriesischen Halbinsel. Am 11. März 2013 wurde es außer Dienst gestellt und durch einen gleichnamigen Neubau ersetzt. Später wurde das Schiff in die Niederlande verkauft und unter dem Namen Tonijn als Offshoreversorgungsschiff wieder in Dienst gestellt.

## Technische Daten und Ausstattung
Das Schiff wird von zwei Zwölfzylinder-Viertakt-Dieselmotoren des Herstellers Klöckner-Humboldt-Deutz (Typ: SF 12 M 716) mit jeweils 221 kW Leistung angetrieben. Die Motoren wirken über Getriebe auf zwei Festpropeller. Das Schiff erreicht damit eine Geschwindigkeit von 10 kn.
Für die Stromversorgung steht ein Generator mit 35 kVA Scheinleistung zur Verfügung.
Das Schiff verfügt über ein offenes Arbeitsdeck vor dem achtern angeordneten Decksaufbau. Für das Aussetzen und Einholen von schwimmenden Seezeichen stand ein Bordkran zur Verfügung. Der Kran hatte eine Hebekapazität von 3 t bei bis zu 5,5 m Ausladung.
Der Rumpf des Schiffes ist eisverstärkt (Eisklasse E).